# Delias pratti
Delias pratti é uma espécie de borboleta da família Pieridae. O tipo foi descrito por George Hamilton Kenrick em 1909. É encontrada em Papua Nova Guiné, nas Montanhas Foja.
A envergadura é de cerca de 50 milímetros.